# Bulbophyllum erythroglossum
Bulbophyllum erythroglossum là một loài phong lan thuộc chi Bulbophyllum.